# Rosella Sensi
Rosella Sensi (Roma, 18 dicembre 1971) è un'imprenditrice, politica e dirigente sportiva italiana, presidente della Roma dal 2008 al 2011.

## Biografia
Laureatasi in giurisprudenza alla Luiss, ha ricoperto fino al giugno 2011 la carica di amministratore delegato e, dal 28 agosto 2008, anche quella di presidente della Roma, società di cui il padre Franco era stato presidente a sua volta dal 1993 fino al giorno della morte, avvenuta il 17 agosto 2008. È stata inoltre presidente dell'azienda di famiglia, la Compagnia Italpetroli, fino al momento della sua cessione ad UniCredit.
Rosella Sensi è stata la seconda donna nella storia del calcio italiano a diventare presidente di una squadra di Serie A e seconda donna al vertice del club giallorosso.
Prima di lei aveva ricoperto tale carica la vedova di Dino Viola, Flora, subentrata al marito alla morte di questi, nel 1991.
Nella veste di presidente della Roma, al termine del campionato 2008-09, la Sensi diviene oggetto di contestazioni da parte dei tifosi a causa del mancato rafforzamento della squadra.
Nel 2008 iniziano a circolare voci su di una possibile cessione della società calcistica a terzi, dovuta alla necessità, da parte della famiglia Sensi, di reperire denaro per coprire il debito di 300 milioni che l'azienda Italpetroli aveva nei confronti del gruppo di credito bancario UniCredit. Per mesi si susseguono nomi di possibili acquirenti, quali l'imprenditore statunitense George Soros, l'agente FIFA Vinicio Fioranelli o l'industriale farmaceutico Francesco Angelini, ma il tutto si conclude in un nulla di fatto. Nel settembre 2009 si ripetono le proteste degli ultras, a seguito delle dimissioni dell'allenatore Luciano Spalletti ed a causa dell'incerto futuro della società. Ciononostante, la stagione 2009-10, con Claudio Ranieri in panchina, portò i giallorossi a sfiorare lo scudetto, conteso fino all'ultimo con l'Inter.
Nel luglio 2010 Rosella Sensi firma la cessione a UniCredit del pacchetto di controllo di Compagnia Italpetroli: con questo accordo il patrimonio di Compagnia Italpetroli sarebbe passato a UniCredit, con la contestuale cessione della A.S. Roma verso terzi ed il mantenimento alla famiglia Sensi solo di alcuni immobili, restando presidente fino al febbraio 2011. Rosella Sensi è stata anche, dal 1º luglio 2010, vicepresidente della neonata Lega Serie A, ruolo che rivestiva anche nella Lega Calcio dal 2006. Il 15 luglio 2011, a seguito della sentenza del TAR che annullava la nomina della giunta per violazione delle norme sulle quote rosa, fu nominata, dal sindaco Gianni Alemanno, assessore del comune di Roma, con delega alla promozione della città e allo sport.
Dal 28 ottobre 2015 al 16 marzo 2016 è stata a capo del Dipartimento Calcio Femminile della Lega Nazionale Dilettanti.
Il 10 giugno 2024 è eletta sindaco di Visso.